# Top Four Trophy
Il Top Four Trophy fu una competizione calcistica per club dell'Irlanda del Nord. Al torneo parteciparono le migliori quattro squadre del Campionato Nord Irlandese, inserite in una struttura ad eliminazione diretta con due semifinali ed una finale.

## Risultati Finali
| Stagione | Data           | Vincitore  | Punteggio | Finalista | Stadio            |
| -------- | -------------- | ---------- | --------- | --------- | ----------------- |
| 1965-66  | Maggio 1966    | Derry City | 2 – 1     | Linfield  |                   |
| 1966-67  | 17 maggio 1967 | Linfield   | 2 – 1     | Coleraine | Solitude, Belfast |
| 1967-68  | 30 maggio 1968 | Linfield   | 3 – 1     | Coleraine | Solitude, Belfast |
| 1968-69  | 16 aprile 1969 | Coleraine  | 1 – 0     | Linfield  | The Oval, Belfast |

## Fonti
- W.H.W. Platt (1986) A History of Derry City Football and Athletic Club 1929-1972.
- Bill Irwin (ed.) (1969) Irish Association Football Guide: Season 1969-70. Belfast: Century Newspapers Ltd
- Bill Irwin (ed.) (1968) Irish Association Football Guide: Season 1968-69. Belfast: Century Newspapers Ltd
- Bill Irwin (ed.) (1967) Irish Association Football Guide: Season 1967-68. Belfast: Century Newspapers Ltd